# Battaglia di Aquae Sextiae
La battaglia di Aquae Sextiae (Aix-en-Provence) fu combattuta e vinta nel 102 a.C. dall'Esercito Romano comandato da Gaio Mario, contro le popolazioni dei Teutoni e degli Ambroni.
La vittoria dei Romani fu dovuta alle abilità militari del loro nuovo esercito, alle migliori qualità strategiche del loro Comandante e alla posizione favorevole in cui si trovavano.

## Antefatto
Attorno al 120 a.C. alcune tribù di Germani, popoli del nord Europa, iniziarono una migrazione di massa verso sud in cerca di territori che offrissero maggiori possibilità di sostentamento a una popolazione che era divenuta eccessiva per le limitate risorse del territorio in cui viveva. Dalle loro basi di partenza dello Jutland e della costa del Mar Baltico, le tribù dei Cimbri e dei Teutoni risalirono lungo la valle dell'Elba tentando di installarsi prima in Boemia e successivamente nella zona di Belgrado. Scacciati dalle popolazioni locali, giunsero in Carinzia che era un territorio sotto la protezione di Roma. Era l'anno 113 a.C. e Gneo Papirio Carbone, inviato per difendere i territori alleati, nonostante i propositi dei Germani di ritirarsi, decise di dare battaglia venendo pesantemente sconfitto a Noreia, presso Klagenfurt.
Nonostante la vittoria i Germani decisero di restare a nord delle Alpi, passando attraverso la Svizzera in Gallia; i nuovi eserciti che i Romani mandarono per proteggere gli alleati della Gallia Narbonense vennero nuovamente sconfitti nel 109 a.C. presso il Rodano e nel 107 a.C. presso Bordeaux.

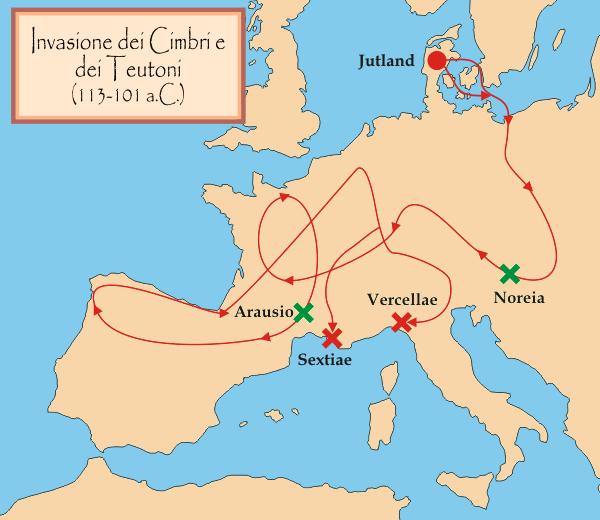
Guerre Cimbriche: i movimenti dei Germani e le battaglie principali

Nel 105 a.C. gli eserciti consolari al comando di Quinto Servilio Cepione e Gneo Mallio Massimo si fecero nuovamente incontro ai Germani; per dissidi fra i due comandanti però gli eserciti consolari vennero affrontati separatamente il 6 ottobre presso Arausio (Orange) e vennero annientati dai guerrieri Cimbri e Teutoni.
Nonostante l'ennesima vittoria i Germani non penetrarono in Italia ma si diressero in Spagna. Da qui, poi, cacciati dai Celtiberi, decisero di invadere il territorio italiano, commettendo però l'errore, che poi si rivelò fatale, di suddividere le loro forze secondo tre direttrici di invasione: i Teutoni e gli Ambroni avrebbero cercato di attraversare le Alpi Marittime, lungo il tragitto percorso a suo tempo da Annibale, i Cimbri presero la via del Brennero, i Tigurini preferirono recarsi in Pannonia per penetrare in Italia attraverso le Alpi Giulie.
Nel 102 a.C. il popolo dei Teutoni, un'orda di 100 000 guerrieri con mogli e figli al seguito, si apprestava a varcare le Alpi: ad esso si fece incontro il console Gaio Mario, recente vincitore di Giugurta, con un esercito che fra Romani ed alleati constava di 32 000 uomini.

## Svolgimento

### L'assedio al campo romano
Mario stabilì un accampamento tra i fiume Rodano ed Isère, nella odierna Provenza settentrionale, al crocevia delle strade per i valichi del Piccolo San Bernardo e del Monginevro. I guerrieri Teutoni si presentarono di fronte al campo romano provocando i difensori e cercando allo stesso tempo di incutere in essi timore per la prestanza fisica e per l'altezza ben maggiore di quella dei legionari.
Mario diede ordine di non accettare alcuna provocazione. Pertanto il re Teutobod, dopo aver razziato tutto quello che si poteva trovare nei dintorni e in assenza di mezzi necessari per porre sotto assedio il campo nemico, decise di levare le tende e di lasciarsi l'accampamento romano alle spalle dirigendosi verso l'Italia.
Il numero dei barbari era talmente alto che secondo le fonti sfilarono per sei giorni di fronte all'accampamento di Mario prima che tutti fossero partiti.

### Lo scontro con gli Ambroni sull'Arc
In realtà la mossa che fece Teutobod fu proprio ciò che auspicava Mario: il console decise infatti di levare rapidamente il campo e utilizzando percorsi sconosciuti ai Germani riuscì a precedere l'avanguardia dei barbari, costituita dal popolo degli Ambroni quantificabile in 30 000 guerrieri, accampandosi su un pendio che sbarrava l'accesso alla vallata dell'Arc presso Aquae Sextiae, in posizione favorevole ma priva di sorgenti.
All'arrivo degli Ambroni, Mario ordinò di preparare prima il campo, tuttavia coloro che erano addetti al trasporto dell'acqua dalle fonti vennero in contatto con gli Ambroni dediti anch'essi alla stessa attività, dal parapiglia ne scaturì un vero scontro, una prova di forza: gli alleati italici, in particolar modo i liguri, si gettarono sugli Ambroni che stavano cercando di guadare il fiume e che, a causa della corrente avevano rotto le schiere, la posizione sfavorevole dei Germani e l'impeto dei liguri che giungevano scendendo dalla collina trasformò lo scontro in un massacro dal quale ben pochi Ambroni riuscirono a sfuggire riguadagnando la riva dove era posto il loro campo. Nella seconda parte del combattimento i romani si diressero verso il campo degli Ambroni dove incontrarono la resistenza non solo dei superstiti ma anche delle donne che combatterono insieme agli uomini, la battaglia terminò solo al tramonto quando i romani si ritirarono. Secondo Plutarco lo scontro "fu opera del caso piuttosto che della volontà generale"

### L'arrivo dei Teutoni e lo scontro finale
Terminato lo scontro Mario constatò, vista l'ora tarda, l'impossibilità di perfezionare la preparazione del campo ed ebbe quindi il timore di attacchi notturni che però non avvennero, come non vi furono scontri neppure nel giorno successivo: gli Ambroni infatti duramente provati dal primo scontro, preferirono attendere l'arrivo dei Teutoni per dare nuovamente battaglia.
L'insperato tempo concesso dai Germani venne sfruttato da Mario non soltanto per perfezionare gli allestimenti del campo ma anche per inviare un contingente di 3 000 fanti al comando di Claudio Marcello nei boschi delle colline che fiancheggiavano la piana dove vi era il campo nemico, con l'intento di utilizzarli durante la battaglia sfruttando l'elemento sorpresa, praticamente adottando una tattica molto cara ad Annibale.
Il giorno successivo Mario schierò le legioni fuori dall'accampamento in assetto da battaglia, mandando avanti la cavalleria che ben presto raggiunse il fondovalle pianeggiante. I Teutoni ritenendo che la fanteria stesse seguendo in pianura i cavalieri, anticipò l'attacco allo scopo di impedire la formazione classica dove al centro era schierata la fanteria e la cavalleria alle ali, però, così facendo i germani dovettero risalire la collina mentre i fanti romani impattarono le schiere avversarie con l'impeto determinato dall'abbrivio della discesa. Mario ordinò di lanciare i giavellotti all'ultimo in modo tale che il lancio potesse cogliere i Germani in posizione non compatta per via dell'asperità del terreno, provocando così il maggior danno possibile.
La fanteria capitolina, con il vantaggio del terreno, fece indietreggiare i Teutoni sino a fondo valle e quando anche i Romani giunsero sul terreno pianeggiante fu fatto entrare in gioco il contingente di 3000 fanti di Claudio Marcello, sino a quel momento semplice spettatore, che si gettò sulla retroguardia nemica prendendo lo schieramento dei Teutoni da tergo. I Germani, presi fra due fuochi caddero in preda al panico e il loro schieramento si sfaldò, dal quel punto in poi la battaglia si trasformò in una caccia all'uomo che si protrasse dal mezzogiorno fino a notte inoltrata.

### Il saccheggio del campo teutone
Al campo dei Teutoni erano rimaste solo le donne e i bambini. All'arrivo dei romani queste chiesero di aver salva la vita e di essere vendute come schiave alle sacerdotesse romane del fuoco, allo scopo di salvare il loro onore: di fronte al diniego dei Romani prima uccisero i loro figli per poi suicidarsi in massa. Il massacro quindi non risparmiò neppure donne e bambini, che però non sarebbero stati uccisi dai Romani, ma avrebbero compiuto un suicidio di massa pur di non cadere nelle mani dei nemici.
Il campo teutone fu sottoposto a minuzioso saccheggio, e Gaio Mario divise il bottino fra i suoi soldati: quanto invece non fu ritenuto idoneo per il trionfo fu ammucchiato e bruciato in una grande pira sacrificale.

## Conseguenze

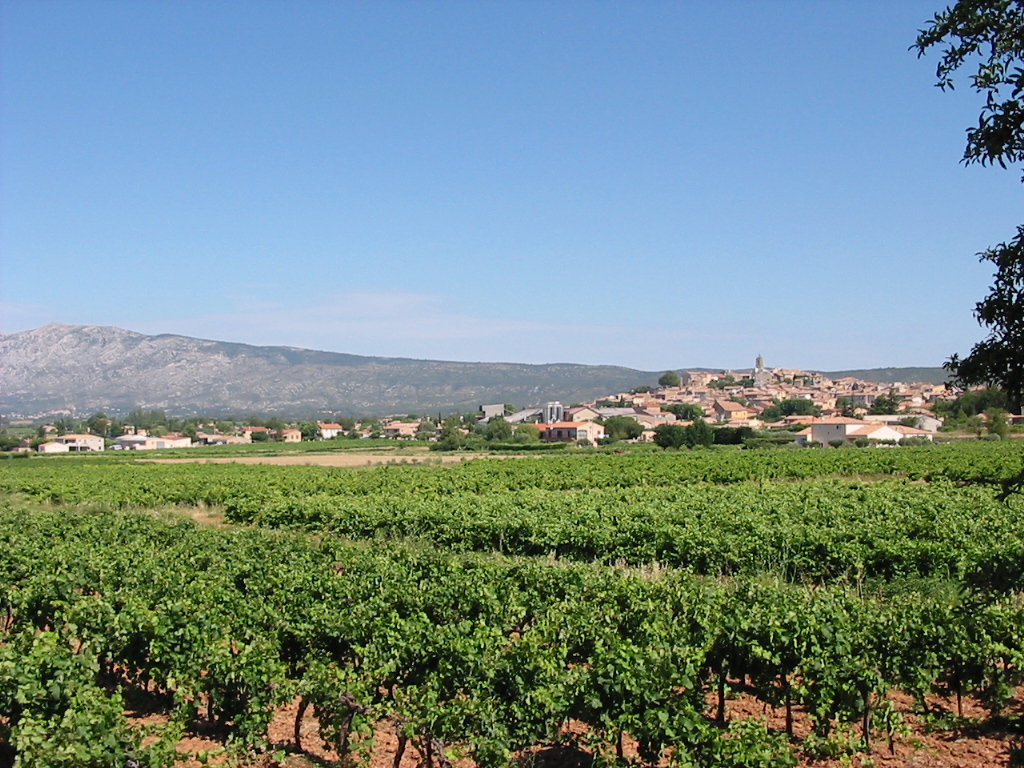
Pourrières: il luogo dello scontro

Le fonti parlano di un numero di morti da parte germanica oscillante fra i 100 000 e i 200 000, lo storico Velleio Patercolo parla di 150 000 morti, mentre Plutarco li stima in 100 000. Praticamente l'intero popolo dei Teutoni fu sterminato o ridotto in schiavitù, nella valle tale era il numero dei morti che il luogo venne definito Campi Putridi, concetto confermato nell'attuale toponimo della località nella quale avvenne la battaglia: Pourrières. In seguito il luogo divenne celebre per la fertilità del suolo e i contadini del posto usarono le ossa per sostenere i tralci delle viti e definire il confine dei vigneti. I prigionieri furono circa 80 000 - 90 000; fra di loro figura anche il re Teutobod che era riuscito ad aprirsi un varco con il suo seguito ed a riparare presso i sequani celtici. Questi lo catturarono e lo consegnarono ai Romani, in seguito fu esibito per le vie di Roma da Gaio Mario mentre celebrava il suo trionfo. Alla fine, dell'intero popolo dei Teutoni solo in 3 000 uomini riuscirono a scampare alla morte e alla prigionia.
Alcuni dei prigionieri furono mostrati l'anno successivo ai Cimbri prima della Battaglia dei Campi Raudii, Gaio Mario infatti disse al re dei Cimbri durante la fase preliminare delle trattative "Non preoccupatevi dei vostri fratelli (Teutoni), abbiamo dato loro delle terre che conserveranno in eterno" per poi mostrare alcuni prigionieri teutoni aggiungendo "essi sono qui, e non possiamo permettere che ve ne andiate senza salutarli"
Nonostante le notizie della battaglia ci siano pervenute piuttosto frammentarie, si può dire per certo che fu un grande scontro, ricordato sino ai tempi della rivoluzione francese in una chiesetta dedicata a Santa Vittoria che era stata eretta sul posto del tempio edificato subito dopo la battaglia e dedicato a Mario insieme ad una piramide ancora visibile nel XV secolo. Lo stemma del comune di Pourrières riproduce uno dei bassorilievi che la decoravano.
Lo scontro di Aquae Sextiae segnò l'inizio della riscossa romana nelle guerre cimbriche, e, insieme alla decisiva vittoria conseguita l'anno successivo ai Campi Raudii, neutralizzò la minaccia dei Germani.